# Heinz Burum
Heinrich „Heinz“ Burum (* 18. Dezember 1905 in Brühl; † 20. Dezember 1989 in Düren) war ein deutscher klassischer Trompeter und Hochschullehrer.

## Leben
Heinz Burum wurde 1905 in Brühl im Rheinland geboren. Er hat das Trompetenspiel schon als siebenjähriges Kind auf einer Basstrompete begonnen. Später wechselte er zur normalen Trompete. Nach Unterricht bei einigen Militärtrompetern und Tätigkeit bei verschiedenen Blaskapellen wurde er 1924 Schüler bei Ludwig Werle und begann später bei ihm ein Musikstudium an der Musikhochschule Köln. Bereits während des Studiums wurde er bis zu seiner Abschlussprüfung im Jahr 1929 Werles Assistent. Zunächst arbeitete er als Solotrompeter beim Kölner Philharmonischen Orchester.
Ab 1932 war er Trompeter am Metropoltheater Berlin, am Scala Varietétheater Berlin und gleichzeitig im Hausorchester der Schallplattenfirma Electrola. Stellen als Solotrompeter am Radioorchester Berlin und im Brucknerorchester in Linz folgten. Von 1946 bis 1970 wirkte er als Solotrompeter am Württembergischen Staatstheater Stuttgart. Am 23. Oktober 1950 wurde er zum Kammermusiker, am 18. Februar 1954 zum Kammervirtuosen ernannt.

## Lehrtätigkeit
Ab 1946 unterrichtete Heinz Burum das Fach Trompete an der Staatlichen Hochschule für Musik und Darstellende Kunst in Stuttgart. Am 12. November 1985 erfolgte die Ernennung zum Professor. Im Laufe seiner Unterrichtstätigkeit bildete er etwa 1000 Trompeter aus. Zu den Schülern von Heinz Burum gehören unter anderem Helmut Erb und Dieter Kanzleiter.

## Schriften
- Das Geheimnis des richtigen Ansatzes. Moderne Anleitung über das Blasen der Metallblasinstrumente mit Kesselmundstück. Editions Bim, Vuarmarens (Schweiz) 1986, ISBN 978-2-88039-008-2, erweiterte Auflage

## Kompositionen (Auswahl)
- Bläserquartett, opus posthum, bearbeitet von Dieter Kanzleiter, Verlag des Bundes Christlicher Posaunenchöre Deutschlands e. V. (BCPD)